# .es
پسوند‎.es‏ پسوند دامنه اینترنتی اختصاصی کشور اسپانیا است. مسئول ثبت دامنه‌های با این پسوند مرکز اطلاعات شبکه اسپانیا است.

## پسوندهای عام این دامنه اینترنتی
- com.es - برای نهادهای تجاری (قابل ثبت برای تمام متقاضیان)
- nom.es - برای نام های شخصی (قابل ثبت برای تمام متقاضیان)
- org.es -  سازمان های غیر تجاری (قابل ثبت برای تمام متقاضیان)
- gob.es - برای نهادهای دولتی
- edu.es - برای موسسات آموزشی